# San Vicente (Argentine)
Pour les articles homonymes, voir San Vicente.
San Vicente est une localité argentine située dans le partido homonyme, dans la province de Buenos Aires.

## Toponymie
La localité doit son nom à San Vicente Ferrer (1350—1419), philosophe dominicain originaire de Valence. La fête de ce saint est célébrée chaque 5 avril, jour de sa mort.

## Histoire
La référence la plus ancienne à la région de San Vicente remonte à 1618, lorsque les conquérants espagnols ont établi une réduction indigène sur les rives de l'actuelle lagune de San Vicente, qui a commencé à être appelée « de la Reducción », après la réduction du cacique Tubichaminí et de sa tribu, établissant un adroctinamiento à la charge des prêtres franciscains qui, quelques années plus tard, ont déménagé dans la région de Barragán.
La lagune de San Vicente, appelée à l'époque coloniale « Laguna del Ojo » en référence à l'œil de l'eau, était au centre d'une concession que Cristóbal Jiménez a reçue en 1630 en tant que premier propriétaire créole hispanique du lieu. En 1637, le maître de pays Pedro Homem de Pessoa a reçu des terres au sud de la lagune et en 1696, il a vendu son estancia et les terres adjacentes à Luis Pessoa y Figueroa, qui était membre du Cabildo de Buenos Aires et un riche propriétaire terrien lié au commerce de mules vers le Alto Perú. L'estancia était située dans la région de Magdalena et avait pour centre la Laguna del Ojo.
Le 17 octobre 2006 a été un jour historique pour la ville, puisque les restes du général Juan Domingo Perón ont été transférés dans la maison où il a vécu entre 1943 et 1974. La dépouille de Perón, trois fois président de l'Argentine, est ramenée de Buenos Aires et des émeutes éclatent dans les environs de l'actuel Museo 17 de Octubre. La dépouille n'était alors plus qu'à cinq kilomètres de là et, une fois le problème résolu, elle a été déposée dans le mausolée. Lors des premiers affrontements, qui opposaient des groupes syndicaux rivaux, un manifestant, Emilio Madonna Quiroz, a tiré plusieurs coups de feu. Au cours de la cérémonie, certains militants ont jeté des projectiles sur l'estrade alors que le leader de la CGT, Hugo Moyano, tentait de prendre la parole. Le président de la nation de l'époque, Néstor Kirchner, a décidé de ne pas se rendre à la ferme,.
Le 28 octobre 2007, Daniel Di Sabatino a battu Antonio Arcuri aux élections, mettant fin aux 12 années consécutives du gouvernement de Brigida Malacrida de Arcuri, qui avait remporté trois élections (1995, 1999 et 2003). Di Sabatino l'a emporté par une marge étroite de 97 voix.

## Climat
Au cours du premier semestre 2008, la région dans laquelle se trouve le Partido de San Vicente a été affectée par des conditions climatiques qui avaient eu lieu en 1910. Par exemple, les précipitations totales en 2008 n'ont été que de 530 mm, alors que la moyenne pour la région est de 1000 mm. La diminution des précipitations a commencé en mars, et elle est devenue évidente au cours des mois d'avril et de mai. Ainsi, à partir de juin, un environnement sec a été enregistré, suivi d'une pluviométrie de seulement 140 mm de juillet aux premiers jours de février 2009, soit 30 % de la moyenne estimée. En conséquence, la Laguna de San Vicente présentait une plage de terre choquante de plus de 100 mètres de long et d'environ 25 mètres de profondeur, qui grandissait de jour en jour. À tel point que sur les 600 cm3 qu'aurait dû avoir la lagune, les premiers jours de février n'ont même pas dépassé la moitié de ce qui était prévu. Dans la seconde moitié de février 2009, les premières pluies de l'année ont commencé à tomber, atténuant la sécheresse et augmentant le débit d'eau dans la lagune. Mais une nouvelle catastrophe allait frapper la région.
Le 12 février, un feu de forêt s'est déclaré sur les rives de la lagune, qui a dévasté une centaine d'hectares, causant de graves dommages à la flore indigène. Ce fut une grande perte pour la vie dans la lagune, puisque, selon le gouvernement de l'époque, plus de 100 hectares de boisement ont été perdus sur les 170 hectares de la partie nord de la lagune.

## Démographie
La localité comptait 21 411 habitants (Indec, 2010).

## Personnalités
- Alejandro Korn : philosophe, médecin, homme politique ;
- Juan Domingo Perón : militaire, homme politique, trois fois président de la République (une avenue porte son nom, et c'est celle qui relie San Vicente à la ville voisine d'Alejandro Korn) ;
- Eva Duarte de Perón : actrice, femme politique et épouse de Perón ;
- Rodolfo Walsh : écrivain (une rue porte son nom, l'ex Triunvirato) ;
- Garcia Leonel : diplômé en administration des affaires ;
- Ernesto Valls : peintre ;
- María Granata : écrivain ;
- Oskar Schindler : homme d'affaires allemand qui a sauvé la vie d'environ 1 200 Juifs dans l'Allemagne nazie pendant la Seconde Guerre mondiale ;
- Émilie Schindler : épouse d'Oskar Schindler, un homme d'affaires allemand qui a aidé des centaines de Juifs pendant la Seconde Guerre mondiale ;
- Dante Quinterno : dessinateur de bandes dessinées, dont Patoruzú ;
- Jonathan Maidana : footballeur de River Plate ;
- Gastón Iansa : pilote de course argentin.

## Religion
| Diocèse  | Lomas de Zamora    |
| -------- | ------------------ |
| Paroisse | San Vicente Ferrer |